# Joe Rock
Pour les articles homonymes, voir Rock (homonymie).
Joe Rock est un producteur, acteur, réalisateur, scénariste et monteur américain né le 25 décembre 1893 à New York (États-Unis), et mort le 5 décembre 1984 à Sherman Oaks (États-Unis).

## Filmographie

### comme producteur
- 1920 : What! No Spinach?
- 1920 : The Five Ages: From Stone Age to Modern
- 1921 : Pot Roast
- 1922 : The Fast Male
- 1922 : Help Yourself
- 1922 : His Wedding Daze
- 1922 : Aladdin
- 1922 : Ali Baba
- 1922 : Little Red Robin Hood
- 1922 : The Pill
- 1923 : Oliver Twisted
- 1923 : Chop Suey Louie
- 1923 : The Cold Homestead
- 1923 : Ship Wrecked
- 1923 : Hold Tight
- 1924 : Detained
- 1924 : Monsieur Don't Care
- 1924 : Heebie Jeebie
- 1924 : West of Hot Dog
- 1925 : Somewhere in Wrong
- 1925 : Twins
- 1925 : Pie-Eyed
- 1925 : The Snow Hawk
- 1925 : The Sleuth
- 1925 : Dr. Pyckle and Mr. Pryde
- 1925 : Demi-portion (Half a Man)
- 1925 : Tailoring
- 1925 : Lame Brains
- 1925 : Three Wise Goofs
- 1925 : Salute
- 1925 : On the Links
- 1925 : All Tied Up
- 1925 : A Peaceful Riot
- 1926 : Three Fleshy Devils
- 1926 : Mummy Love
- 1926 : In the Air
- 1926 : Alice Blues
- 1926 : Heavy Love
- 1926 : A Fraternity Mixup
- 1926 : A Beauty Parlor
- 1926 : The Hurricane
- 1926 : Honeymoon Feet
- 1926 : She's a Prince
- 1926 : The Heavy Parade
- 1926 : Black and Blue Eyes
- 1926 : The Wolf
- 1926 : Three of a Kind
- 1926 : Vamping Babies
- 1926 : Wedding Daze
- 1926 : Adorable Dora
- 1926 : Dumb Romeo
- 1926 : Back Fire de Scott Pembroke
- 1926 : What! No Spinach?
- 1926 : Getting Hitched
- 1926 : Galloping Ghosts
- 1926 : On the Farm
- 1926 : Heavy Fullbacks
- 1926 : At the Beach
- 1926 : Dog Scents
- 1926 : The Vulgar Yachtsmen
- 1926 : Heavyation
- 1927 : Three Glad Men
- 1927 : The Unsocial Three
- 1927 : Old Tin Sides
- 1927 : You're Next
- 1927 : Heavy Hikers
- 1927 : What Price Dough
- 1927 : How High Is Up?
- 1927 : Campus Romeos
- 1927 : 3 Missing Links
- 1928 : Burning Up Broadway
- 1928 : Marry the Girl (en) de Phil Rosen
- 1933 : Krakatoa
- 1934 : Forbidden Territory
- 1935 : Strictly Illegal (en)
- 1935 : The Stoker (en)
- 1936 : Plus on est de fous (en) (One Good Turn)
- 1936 : Excuse My Glove
- 1936 : Everything Is Rhythm
- 1936 : Captain Bill (en) de Ralph Ceder
- 1936 : Boys Will Be Girls
- 1936 : The Man behind the Mask
- 1937 : Sing as You Swing
- 1937 : Rhythm Racketeer
- 1937 : Cotton Queen
- 1937 : The Edge of the World
- 1955 : Mau-Mau (en)

### comme acteur
- 1915 : Bringing Up Father
- 1917 : Turks and Troubles
- 1917 : Boasts and Boldness
- 1917 : Chumps and Chances
- 1917 : Gall and Golf
- 1917 : Slips and Slackers : Big V Riot Squad
- 1917 : Risks and Roughnecks : The Big V Riot Squad
- 1917 : Plans and Pajamas
- 1917 : Sports and Splashes : The Big V Riot Squad
- 1917 : Rough Toughs and Roof Tops : Joe
- 1917 : Spooks and Spasms : The Big V Riot Squad
- 1917 : Noisy Naggers and Nosey Neighbors
- 1918 : Chumps and Cops
- 1918 : Stripes and Stumbles
- 1918 : Lame Brains and Lunatics
- 1918 : Misfits and Matrimony
- 1918 : Submarines and Simps
- 1918 : Farms and Fumbles
- 1918 : Bumps and Boarders
- 1919 : Damsels and Dandies
- 1919 : Love and Lather
- 1919 : Girlies and Grubbers
- 1919 : Fares and Fair Ones
- 1919 : Harems and Hookum
- 1919 : Zip and Zest
- 1919 : Vamps and Variety
- 1919 : Caves and Coquettes
- 1919 : Rubes and Robbers
- 1920 : Knights and Knighties
- 1920 : The Five Ages: From Stone Age to Modern
- 1920 : Throbs and Thrills
- 1921 : Pot Roast
- 1922 : The Fast Male
- 1922 : The Whirlwind
- 1922 : Help Yourself
- 1922 : Solid Ivory
- 1922 : All Wet
- 1922 : His Wedding Daze
- 1922 : A Pair of Kings  de Larry Semon et Norman Taurog : Bit Role
- 1922 : Golf : Golfer
- 1922 : Aladdin
- 1922 : Ali Baba
- 1922 : Little Red Robin Hood
- 1922 : The Agent (en) de Larry Semon et Tom Buckingham : Bit Role
- 1922 : The Counter Jumper de Larry Semon : Bit Role
- 1922 : The Pill
- 1923 : Oliver Twisted
- 1923 : Chop Suey Louie
- 1923 : The Cold Homestead
- 1923 : Ship Wrecked
- 1923 : The Barnyard de Larry Semon
- 1923 : The Midnight Cabaret de Larry Semon
- 1923 : Hold Tight
- 1923 : Rolling Home
- 1923 : Pluto somnambule
- 1923 : Mark It Paid
- 1923 : One Dark Night
- 1924 : It's a Bear
- 1924 : Laughing Gas
- 1924 : The Trouble Maker
- 1924 : Pretty Soft
- 1924 : A Perfect Pest
- 1926 : A String of Diamonds
- 1926 : The Love Fighter
- 1926 : The Wolf
- 1926 : Detective K-9
- 1926 : Dumb Romeo
- 1926 : On the Farm

### comme réalisateur
- 1919 : Fares and Fair Ones
- 1921 : Pot Roast
- 1922 : The Fast Male
- 1922 : The Whirlwind
- 1922 : Help Yourself
- 1922 : Solid Ivory
- 1922 : All Wet
- 1922 : His Wedding Daze
- 1922 : Ali Baba
- 1922 : Little Red Robin Hood
- 1922 : The Pill
- 1923 : The Cold Homestead
- 1923 : Ship Wrecked
- 1924 : The Lunatic
- 1924 : The Mechanic
- 1924 : A Ghostly Night
- 1924 : The Box Car Limited
- 1924 : The Trouble Maker
- 1924 : Pretty Soft
- 1924 : A Perfect Pest
- 1924 : Cave Inn Sheik
- 1924 : Detained
- 1924 : Monsieur Don't Care
- 1924 : Un homme courageux (West of Hot Dog)
- 1925 : Somewhere in Wrong
- 1925 : Twins
- 1925 : Pie-Eyed
- 1925 : L'Épervier des neiges (The Snow Hawk)
- 1925 : Un bleu dans la marine (Navy Blue Days)
- 1925 : Plus fort que Sherlock Holmes (The Sleuth)
- 1925 : Sauce piquante (Dr. Pyckle and Mr. Pryde)
- 1925 : N'est pas homme qui veut  (Half a Man)
- 1926 : Silent Trailer
- 1926 : A String of Diamonds
- 1926 : The Love Fighter
- 1926 : The Wolf
- 1926 : Detective K-9
- 1926 : Dumb Romeo
- 1926 : Getting Hitched
- 1926 : On the Farm
- 1926 : At the Beach
- 1926 : Dog Scents
- 1929 : The Great Power
- 1937 : Cotton Queen

### comme scénariste
- 1918 : Lame Brains and Lunatics
- 1918 : Misfits and Matrimony
- 1918 : Farms and Fumbles
- 1918 : Bumps and Boarders
- 1919 : Damsels and Dandies
- 1919 : Girlies and Grubbers
- 1919 : Fares and Fair Ones
- 1919 : Harems and Hookum
- 1919 : Zip and Zest
- 1919 : Vamps and Variety
- 1919 : Caves and Coquettes
- 1919 : Rubes and Robbers
- 1920 : Throbs and Thrills
- 1926 : The Goat's Whiskers

### comme monteur
- 1926 : A Desperate Moment
- 1926 : Beyond the Trail (en) d'Albert Herman